# 伊尔维亚克
伊尔维亚克（法語：Irvillac，法語發音：[iʁvijak]）是法国菲尼斯泰尔省的一个市镇，属于布雷斯特区。

## 地理
伊尔维亚克（48°22'16"N, 4°12'47"W）面积29.6 平方千米，位于法国布列塔尼大區菲尼斯泰尔省，该省份为法国最西部的省份，位于布列塔尼半岛西部，北西南三面环大西洋，东临阿摩尔滨海省和莫尔比昂省。
与伊尔维亚克接壤的市镇（或旧市镇、城区）包括：圣于尔班、昂韦克、达乌拉斯、奥皮塔康夫鲁、洛戈纳达乌拉斯、圣埃卢瓦、勒特雷乌。

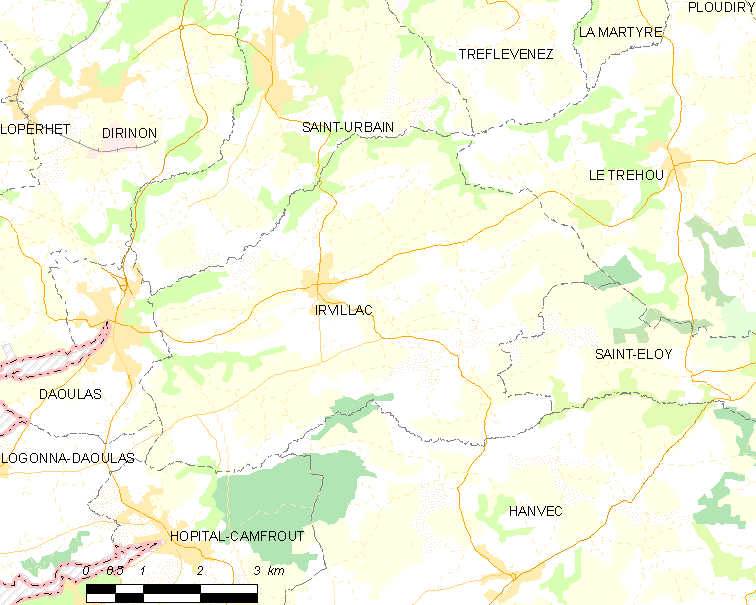
伊尔维亚克的OSM定位图

伊尔维亚克的时区为UTC+01:00、UTC+02:00（夏令时）。

## 行政
伊尔维亚克的邮政编码为29460，INSEE市镇编码为29086。

## 政治
伊尔维亚克所属的省级选区为蓬德比莱基梅尔县。

## 人口

1962-2008年间伊尔维亚克人口变化图示

伊尔维亚克于2022年1月1日时的人口数量为1427人。